# Anton Chantyr
Anton Chantyr (en russe : Антон Игоревич Шантырь), né le 25 avril 1974 à Budapest en Hongrie, est un coureur cycliste russe. Sur piste il a notamment été médaillé d'argent de la poursuite par équipes aux Jeux olympiques de 1996.

## Palmarès

### Jeux olympiques
- Atlanta 1996
  -  Médaillé d'argent de la poursuite par équipes
- Sydney 2000
  - 14e de l'américaine

### Championnats du monde
- 1991
  -  Champion du monde de poursuite par équipes juniors
- 1992
  -  Champion du monde de poursuite par équipes juniors

## Palmarès sur route
- 1997
  - Tour de Tolède
  - Tour de Saxe
- 2000
  - 3e du Tour de Saxe